# Skantze (släkt)
Skantze är en svensk släkt som härstammar från Hanhals socken i Kungsbacka kommun vid Kungsbackafjorden i norra Halland. Kofferdiekaptenen Lars Larsson (1713–1802) antog släktnamnet Skantze. I Sverige finns det cirka tvåhundra personer med detta namn, som tillhör denna släkt.

## Personer i släkten Skantze ordnade efter födelseår
- Bengt Skantze (1799–1863), riksdagsman för bondeståndet
- Herman Skantze (1845–1914), fabrikör
- Hugo Skantze (1867–1919), fabrikör
- Nanna Skantze (1870–1935), företagsledare
- John L. Skantze (1872–1944), fabrikör
- Tottan Skantze (1892–1947), skådespelare
- Lars-Olof Skantze (1897–1955), fabrikör
- Elsa Skantze (1904–1982), psykiater
- Anna Skantze (1907–1992), museichef
- Bengt Herman Skantze (1909–2001), advokat
- Björn-Orvar Skantze (1910–1975), fabrikör
- Lawrence Skantze (1928-2018), amerikansk general
- Barbro Skantze (född 1935), konstnär
- Inger Skantze-Ärlemalm (1937-2020), författare
- Patrik Skantze (född 1942), fabrikör
- Margareta Skantze (född 1943), dramatiker
- Eva Skantze (född 1943), teaterpedagog
- Fredrik Skantze (född 1945), musiker
- Patrik Skantze (född 1971), präst, musiker
- Alexander Skantze (född 1972), författare
- Gabriel Skantze (född 1975), forskare